# Пирис, Оскар Альберто
О́скар Альбе́рто Пи́рис (исп. Oscar Alberto Piris; род. 6 июня 1989, Формоса) — аргентинский футболист, защитник аргентинского клуба «Унион» (Санта-Фе).

## Карьера
Оскар — воспитанник клуба «Соль де Америка Формоса», за который выступал в 2014—2016 годах. В период с 2016 по 2018 год играл за «Атлетико Митре».
В июле 2018 года перешёл в украинский клуб «Арсенал-Киев». 22 июля в матче против «Львова» дебютировал в чемпионате Украины. Всего в осенней части сезона 2018/19 провёл 7 матчей в высшей лиге.
В начале 2019 года вернулся в Южную Америку и присоединился к клубу второго дивизиона Уругвая «Торке».